# Renault FT
Il Renault FT, spesso chiamato in modo errato FT-17, è il più famoso carro armato Leggero francese utilizzato durante la prima guerra mondiale.
Prodotto in più di 3 500 esemplari, la sua struttura innovativa influenzò notevolmente lo sviluppo dei mezzi corazzati nel primo dopoguerra; si trattò del primo carro armato dotato di torretta girevole di 360°.
L'FT rimase in servizio nell'esercito francese fino all'inizio della seconda guerra mondiale ed alcuni esemplari furono poi usati dalla Wehrmacht con compiti di pattugliamento ed addestramento.

## Storia
Seguendo la costruzione dei primi carri Schneider CA1, nella primavera del 1916 il colonnello Jean Baptiste Eugène Estienne incominciò a considerare i requisiti a lungo termine per l'Artillerie Spéciale. La costruzione del carro Schneider aveva reso Estienne consapevole del blocco del piano industriale con cui si stava costruendo un'enorme flotta di veicoli corazzati con cui sommergere le trincee tedesche. Le fabbriche militari francesi erano allora in disperate condizioni: la mobilitazione di massa della manodopera specializzata nel 1914 e le orrende perdite di vite umane nei primi due anni di guerra, avevano lasciato le fabbriche prive di lavoratori specializzati. Le fabbriche del gruppo M. M. Schneider & Cie. che stavano producendo i loro primi 400 carri erano talmente gravate di lavoro che non completarono l'ordine fino al 1918.

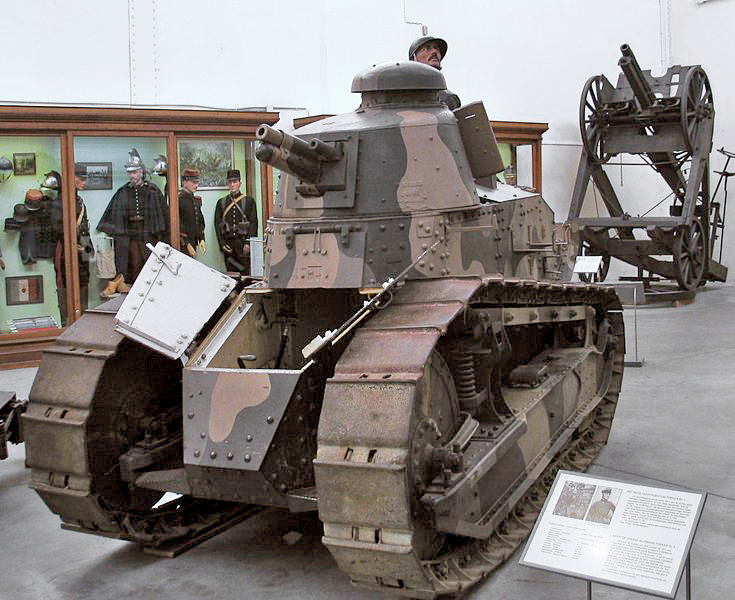
Esemplare di Renault FT in esposizione

Secondo Estienne ciò del quale si aveva bisogno era un piccolo, conveniente, carro blindato armato di mitragliatrici, che potesse essere costruito in gran numero senza le limitazioni imposte dallo stato di guerra all'industria francese. Estienne, considerato il padre dell'arma corazzata francese, predisse l'introduzione di un tipo di blindati più leggeri e manovrabili dei pesanti carri inglesi e tedeschi in uso fino a quel momento.
Nel luglio 1916 Estienne sollevò il problema con il fabbricante automobilistico Louis Renault a un incontro di lavoro svoltosi all'Hotel Claridge. Inizialmente Renault rifiutò di essere coinvolto nel programma di costruzione dei carri armati, citando la mancanza di esperienza della sua ditta nel campo dei veicoli cingolati e gli impegni già assunti con altri programmi, tuttavia dimostrò interesse nell'idea del carro leggero dichiarandosi d'accordo nell'avviare gli studi di progettazione di tale veicolo sotto la direzione di uno dei suoi migliori ingegneri, Charles-Edmond Serre. Il nuovo veicolo venne inizialmente designato char mitrailleur.
Gli studi sul disegno di un nuovo carro armato leggero iniziarono presso l'ufficio tecnico della Renault nel maggio 1916.I disegni preliminari del nuovo carro furono preparati dallo stesso Louis Renault, non convinto che un sufficiente rapporto peso:potenza potesse essere realizzato per i tipi di carri progettati richiesti dai militari. Uno dei suoi migliori disegnatori, Rodolphe Ernst-Metzmaier, preparò i disegni finali. Sebbene il suo progetto fosse tecnicamente più avanzato degli altri due carri francesi allora in fase di sviluppo, vale a dire lo Schneider CA1 ed il Saint-Chamond, Louis Renault incontrò difficoltà nel vedere accettata la sua proposta. Dopo che gli inglesi, per primi, impiegarono in azione i carri armati pesanti, il 15 settembre 1916, durante la battaglia della Somme, le commissioni militari francesi stabilirono che un gran numero di carri leggeri sarebbe stato preferibile ad un più piccolo numero di carri pesanti. I carri leggeri furono prescelti per la produzione in grande serie, con l'appoggio totale di Estienne, che si era convinto che tale scelta fosse la più fattibile e realistica. Louis Renault poté finalmente procedere con la produzione in serie del suo carro che, comunque, rimase in competizione col più pesante Char 2C fino al termine della guerra.

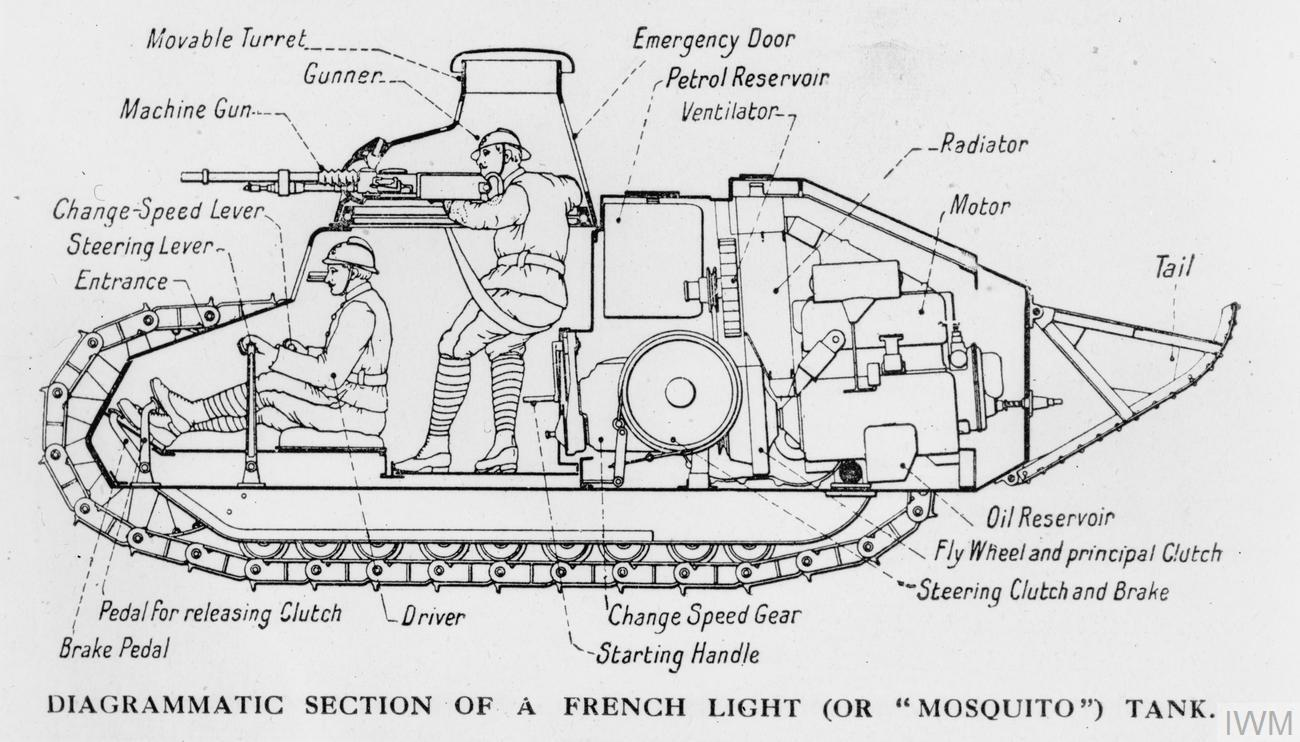
Spaccato del carro.

Un modello di legno del char mitrailleur fu completato nell'ottobre 1916 e mostrato ad Estienne. Non riuscendo a persuadere il Gen. Mourret, della D.S.A., ad autorizzare la produzione del carro, il 27 novembre 1916 Estienne scavalcò Mourret ed andò dal generale Joseph Joffre, comandante supremo dell'esercito francese. Joffre sostenne la sua richiesta per 1.000 di questi veicoli ed il 30 novembre 1916 scrisse al Sottosegretario di Stato alla Guerra, Albert Thomas, su questo oggetto. Tuttavia Thomas era solamente disposto a permettere la costruzione di un solo prototipo, perché non era molto entusiasmato dal progetto ed era uno dei sostenitori, assieme alla D.S.A. del progetto del carro pesante Saint-Chamond. Il suo ostruzionismo durante i mesi successivi ritardò notevolmente il programma. Il 30 dicembre 1916 Louis Renault mostrò un completo modello di legno del carro al Comitato Consultivo per l'Artiglieria d'Assalto. Il generale Mourret sosteneva inoltre che il centro di gravità del carro era troppo elevato, ed il carro troppo leggero. Un altro membro del suo staff suggerì che la ventilazione all'interno fosse inadeguata e che l'equipaggio sarebbe morto per asfissia dieci minuti dopo aver iniziato a sparare.
Un ufficiale si complimentò per l'eleganza del disegno ma si riferì sarcasticamente al carro come a "un giocattolo affascinante" ("joujou charmant") di scarsa utilità in combattimento. Comunque il resto del comitato non fu d'accordo e sulla base di un sette voti a favore e tre contrari accettò il disegno del veicolo, approvando nel contempo la produzione di un lotto iniziale di 100 char mitrailleurs.

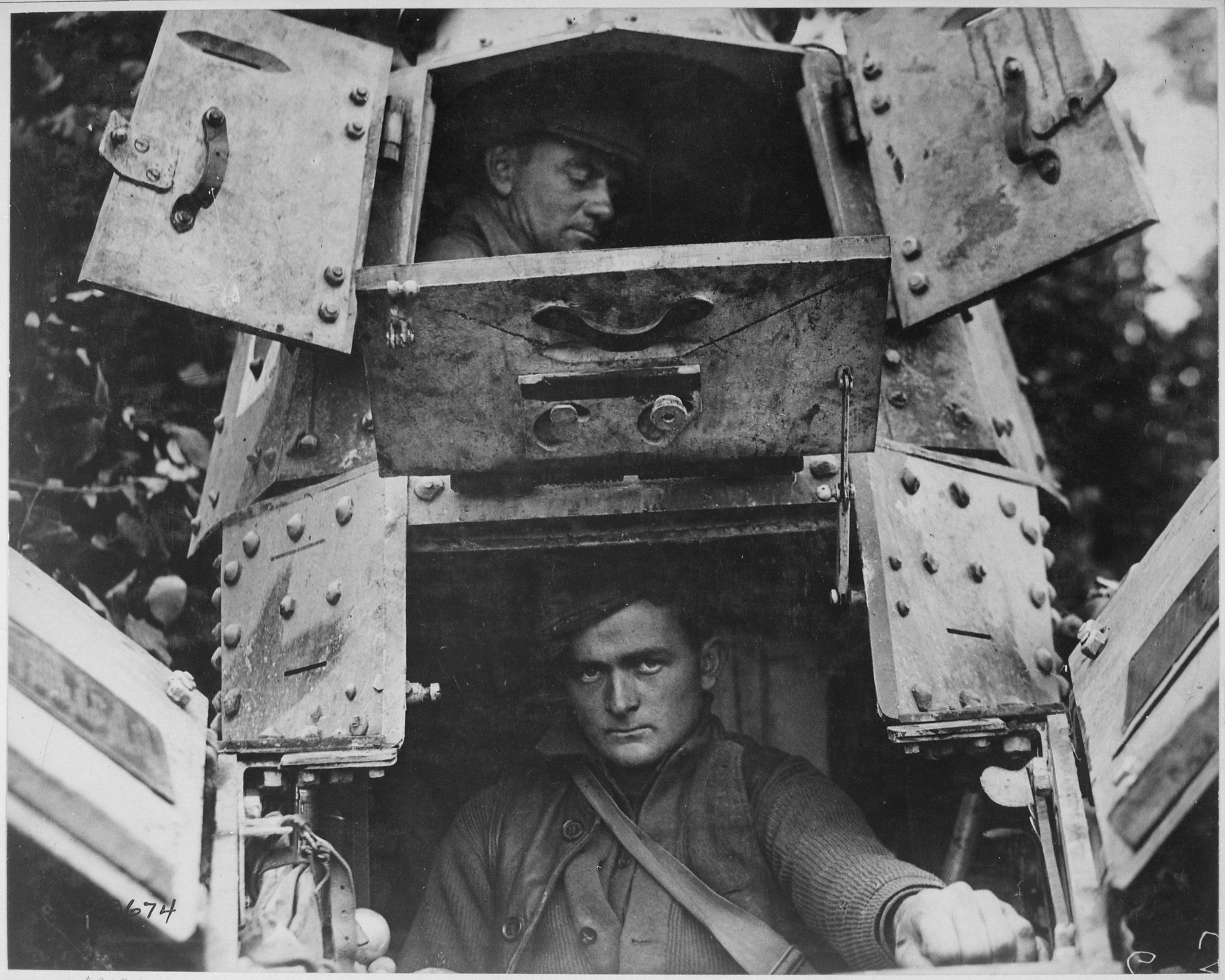
Collocazione dell'equipaggio dagli sportelli aperti

Il prototipo del nuovo carro fu assemblato lentamente durante la prima metà del 1917 ma, nonostante la cura messa nella progettazione e nell'assemblaggio finale del prototipo, purtroppo i Renault FT rimasero afflitti da problemi alla cinghia di raffreddamento del radiatore per tutta la durata della guerra. L'assenza di sistemi di comunicazione interna tra capocarro e pilota costringeva il primo a trasmettere gli ordini pungolando il secondo con le ginocchia o picchettando sul casco di questi. La scarsa funzionalità delle sospensioni, unita alla posizione abbastanza elevata del baricentro, comportò per l'FT una certa tendenza a ribaltarsi lateralmente se guidato con scarsa perizia.
Solamente 84 carri furono prodotti nel 1917, seguiti da ulteriori 2.697, tutti consegnati entro la data dell'armistizio con la Germania, nel novembre 1918. La produzione totale riguardò almeno 3.177 carri, forse di più, con le stime più alte che parlano di 4.000 veicoli per tutte le versioni costruite. Comunque un totale di 3.177 carri venne consegnato all'Esercito francese, mentre circa 144 furono consegnati direttamente all'US Army, 24 alla Gran Bretagna e quattro all'Italia. Ciò da un probabile numero totale di produzione di 3.694 esemplari. I primi carri avevano una torretta rotonda; più tardi sostituita da una torretta ottagonale, successivamente rimpiazzata da una torretta rotonda di acciaio curvo (chiamata la torretta "Girod", da una delle fabbriche che producevano il carro). La torretta poteva ospitare alternativamente un cannone Puteaux SA 18 calibro 37 mm o una mitragliatrice Hotchkiss M.le 1914 calibro 7.92 mm. Negli Stati Uniti venne costruita su licenza una versione leggermente modificata designata  M1917. Di questa versione ne risultano costruiti 950 esemplari, di cui 64 consegnati prima della fine della guerra, ma troppo in ritardo per essere usati in azione.

## Impiego operativo

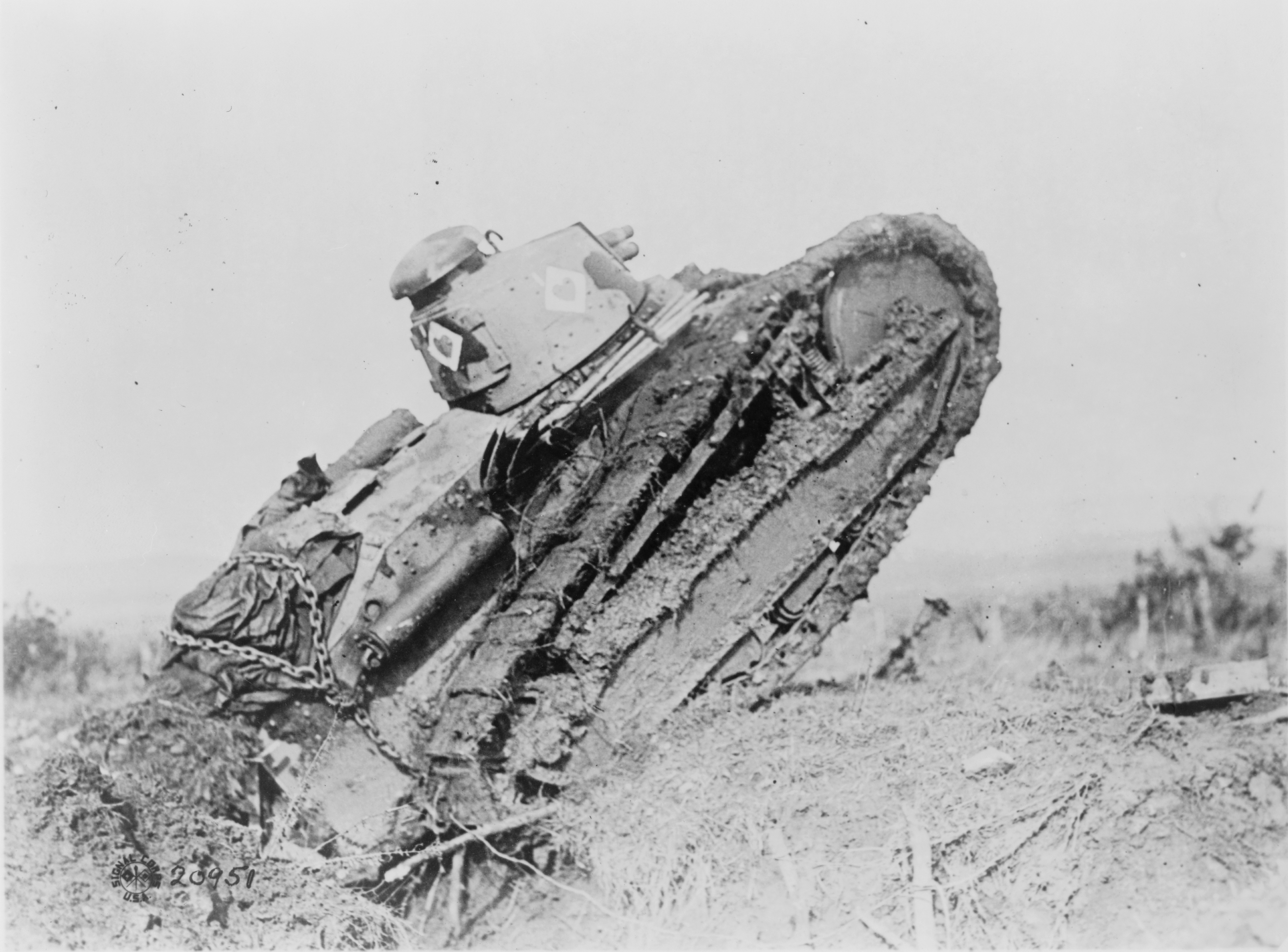
Renault FT in azione nei pressi di Saint Michel

Il carro, durante la prima guerra mondiale, fu prodotto e utilizzato in massa: basti pensare che 480 carri, da soli, condussero un contrattacco nei pressi di Soissons nel luglio del 1918. Dopo la guerra venne esportato in numerose nazioni come Finlandia, Estonia, Lituania, Polonia, Romania, Jugoslavia, Cecoslovacchia, Svizzera, Spagna, Belgio, Paesi Bassi, Brasile, Cina, Giappone, Iran. Anche l'Italia acquistò alcuni esemplari del FT, da cui sviluppò in seguito il modello Fiat 3000. Tra le due guerre mondiali l'FT partecipò a numerosi conflitti tra cui la guerra civile russa, la guerra polacco-sovietica, la guerra civile cinese, la guerra civile spagnola.
Il carro FT fu il primo carro armato utilizzato in uno sbarco nel 1925 ad Alhucemas da parte dell'Armée de Terre, durante la guerra del Rif in Marocco. Comunque gli FT furono sbarcati solo con la seconda ondata, quindi non ebbero un effetto decisivo sulle operazioni.
Durante la seconda guerra mondiale venne utilizzato, seppur ormai obsoleto, da Francia e Polonia. L'esercito francese al 1º settembre 1939 aveva ancora in servizio 462 esemplari del mezzo, molti dei quali furono recuperati dalla Wehrmacht al momento dell'armistizio nel 1940. Fu usato l'ultima volta dalle truppe della Germania nazista nel 1944, con l'intenzione di utilizzarli a Parigi nel combattimento urbano che avrebbe dovuto avere luogo contro gli Alleati, ma per l'epoca erano assolutamente obsoleti.

## Versioni
- FT mitragliatrice armato con mitragliatrice Hotchkiss Mle 1914 calibro 8 mm (con circa 4000 colpi in dotazione). Circa 3/5 dei carri prodotti.
- FT cannone armato con cannone Puteaux SA 18 calibro 37 mm (con 240 colpi in dotazione). Circa 1/3 dei carri prodotti.
- FT 75BS - armato di un mortaio Blockhaus Schneider calibro 75 mm. Prodotto almeno in 39 esemplari.
- TFS - carro comando privo di armamento e dotato di radio e con equipaggio di 3 uomini. Prodotto in 188 esemplari.
- FT modifié 31 armato con mitragliatrice Reibel calibro 7,5 mm. andando a sostituire le precedenti mitragliatrici Hotchkiss. Circa 1580 esemplari di FT modificati a partire dal 1931.
- T-18 - derivato della copia russa Russkiy Reno
- Six ton Tank Model 1917 - versione prodotta negli Stati Uniti. Utilizzata dal Corpo dei Marines ed esportata anche in Canada.

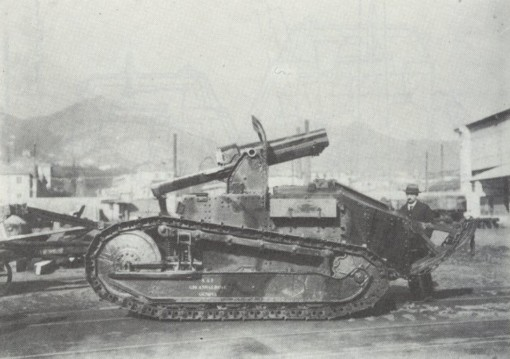
Il Semovente da 105/14, progettato in Italia

- Renault FT CWS o Zelazny ("acciaio dolce") costruiti in Polonia con componenti e motori francesi come carri da addestramento, mentre i carri da combattimento erano di produzione francese. Furono realizzati circa 27 FT CWS. La sigla CWS era l'acronimo di Centralne Warsztaty Samochodowe ovvero "Officina centrale per motoveicoli" di Varsavia[3][4].
- Renault M26/27: sviluppo del FT con un differente sistema di sospensioni e cingoli "Kégresse"; alcuni furono usati dalla Jugoslavia e 4 dalla Polonia[5].
- Semovente da 105/14: uno dei quattro FT acquistati dal Regno d'Italia fu modificato dalla Ansaldo in semovente d'artiglieria, tramite rimozione della torretta ed installazione contromarcia dell'obice da 105/14 Mod. 1917 nella camera di combattimento aperta. Il 1º aprile 1919 il prototipo venne presentato, insieme al Fiat 2000, allo stadio di Roma di fronte al Re Vittorio Emanuele III. Il previsto ordine del Regio Esercito per 12 esemplari non ebbe mai seguito[6].
- Fiat 3000 - versione prodotta in Italia a partire dal 1920.

## Utilizzatori
Belgio: l'esercito belga utilizzò la versione FT armata di cannone calibro 37 mm. Il Belgio acquistò 75 carri FT che rimasero in servizio con l'esercito belga fino al 1939.
 Brasile: Nel 1921 il governo brasiliano acquistò dodici carri Renault FT. Si trattava di un carro radio (TSF), quattro carri armati di mitragliatrice e sette armati di cannone. Questi carri avevano ricevuto dei miglioramenti, rispetto ai normali veicoli francesi, suggeriti dal capitano José Pessôa Cavalcanti de Albuquerque. Il capitano Albuquerque aveva servito come un osservatore militare dapprima nel 4º Reggimento Dragoni francese, poi presso la Scuola Truppe Corazzate e in seguito nel 503º Reggimento Carri da Combattimento durante la prima guerra mondiale. Egli è considerato il "padre" della forze corazzate brasiliane. I carri, acquisiti per esaminare le teorie di impiego dei blindati, furono usati dal governo contro le forze ribelli nelle Rivoluzioni del 1924 e del 1932. I Renault FT vennero radiati dal servizio attivo nel 1938, anche se continuando a servire nella scuola truppe corazzate fino al 1942. Dopo la fine della guerra in Brasile erano sopravvissuti quattro carri Renault, ma solamente uno venne mantenuto in condizioni operativa (un veicolo armato di cannone), gli altri furono demoliti.
 Canada: carri della versione americana M1917 furono acquistati dal governo canadese, negli Stati Uniti, al prezzo di 20 $ alla tonnellata. Ciò vuole dire che ogni carro fu venduto dal Governo degli Stati Uniti al prezzo di 240 $. I 236 carri acquistati vennero inviati a Camp Borden dove, per quasi due anni, furono utilizzati come utili veicoli da addestramento. Erano ben conosciuti perché tendevano spesso a rompersi, a prendere fuoco e diedero spesso filo da torcere agli equipaggi per la mancanza di sospensioni. Ma dal loro utilizzo i soldati canadesi impararono a fargli manutenzione e a migliorarne la resistenza del mezzo all'usura. I carri acquistati non disponevano di radio a bordo, quindi i carristi canadesi impararono le manovre seguendo le segnalazioni effettuate con bandierine. Divennero talmente bravi da eseguire le manovre, via bandierine, mantenendo perfettamente la formazione. Per un certo periodo i carri M1917 formarono l'equipaggiamento della 1ª Brigata Corazzata canadese, comandata dal colonnello F. F. "Worthy" Worthington.
 Cecoslovacchia: alla fine del 1919 l'esercito cecoslovacco decise di ottenere alcuni carri leggeri Renaul FT. L'esercito ceco ordinò sei veicoli aspettandosi poi sviluppare in loco dei nuovi carri più corazzati, oppure acquistando la licenza di produzione di veicoli di nuovo disegno. Tuttavia il generale Pelle, capo della Missione Militare francese aveva le altre idee e con la benedizione del Ministro di Difesa Nazionale, Klofac, venne acquistato un intero battaglione di 75 carri FT. Il costo totale dell'operazione variava tra i quaranta e i cinquanta milioni di corone. Il comando dell'esercito cecoslovacco inorridì al pensiero di acquistare un tipo di carro armato solamente perché qualcuno di esterno lo voleva, e con l'aiuto del Ministero delle Finanze, fermò l'ordine. Il generale francese fu così adirato per questo che rifiutò poi di vendere anche un solo carro alla Cecoslovacchia. La domanda di acquisto fu presentata nuovamente dai francesi sei mesi, ma a quella data l'esercito ceco era alle prese con grossi tagli del bilancio. Facendo seguire una serrata trattativa, pari ad un vero e proprio commercio, coi francesi (che avevano realmente fame di soldi) i cechi riuscirono a trovare il denaro e nel 1921 acquistarono un primo carro per valutazioni. Ulteriori quattro esemplari (due armati di cannone e due di mitragliatrice) furono ordinato nel 1922. Un ordine finale per due carri, uno comando e uno radio, venne emesso nel 1923. Questi sarebbero stati gli unici carri in dotazione all'esercito cecoslovacco per circa dieci anni. Questi carri si usurarono così pesantemente che dovettero essere tutti ricostruiti nel 1927. Un primo carro venne demolito nel 1933 (con più di 2249 chilometri percorsi all'attivo). La torretta e il cannone del carro vennero installati sul carro comando, mentre il carro radio fu demolito. Questo mantenne fermo il numero di carri dotati di cannone. Due FT vennero demoliti nel 1935, un altro nel 1936. Il rimanti tre furono usati per l'addestramento e poi abbandonati. Questi tre carri vennero demoliti nel 1950.

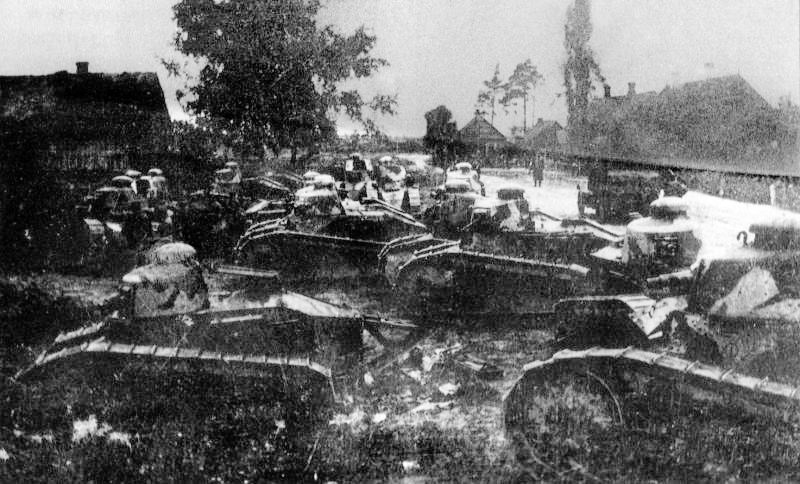
Carri FT polacchi prima della battaglia di Daugavpils.

 Estonia: nell'ottobre 1919 due carri Renault FT vennero prestati dalla Finlandia all'esercito Bianco del Nordovest del Generale Judenitsj, impegnato in combattimento contro i bolscevichi. I due carri ritornarono in Finlandia nell'aprile 1920. In quell'anno dodici carri Renault FT furono acquistati in Francia e subito consegnati. Rimasero in servizio fino all'invasione sovietica del 1940.
 Finlandia: nel 1919 il neocostituito governo finlandese, su consiglio del generale di cavalleria Carl Gustav Mannerheim, acquistò in Francia un primo esemplare di carro FT. Nell'agosto di quell'anno il carro venne imbarcato a Le Havre sul cargo Joazeiro e spedito ad Helsinki. Le prove del veicolo ebbero esito soddisfacente e, su consiglio di Mannerheim, ne vennero acquistati un totale di trentadue esemplari con i quali venne formato il 1º Reggimento Pansar. I carri erano armati con un cannone Puteaux SA 18 calibro 37 mm e, fino al 1938, rimasero i soli veicoli corazzati in dotazione all'esercito finlandese. Alcuni di essi erano ancora in servizio allo scoppio della guerra con l'URSS, nel novembre 1939, venendo impiegati a guisa di fortini interrati sulla linea difensiva "Mannerheim", nell'istmo di Carelia. Per ridurre l'usura dei mezzi l'esercito finlandese acquistò per il loro trasporto su strada degli speciali rimorchi Latil.
 Giappone: nel 1919 il governo giapponese acquistò tredici carri Renault FT dalla Francia, designati FT-Ko. Alcuni erano armati con il cannone Puteaux SA 18 calibro 37 mm, mentre gli altri con mitragliatrice Hotckhiss calibro 8 mm. Una volta arrivati in Giappone i carri ebbero sostituito l'armamento con cannone e mitragliatrici di produzione giapponese. I Renault FT furono usati operativamente all'epoca dell'incidente della Manciuria, nel 1931. In seguito vennero usati per l'addestramento del personale.
 Iran: due carri Renault FT vennero acquistati dall'esercito persiano nel 1924. Si trattava di carri armati con una mitragliatrice Hotchkiss Mle. 1914 calibro 8 mm. Non si hanno ulteriori notizie.
 Italia: comprò quattro carri FT nel 1918: due con torretta fusa "Girod" e due con torretta rivettata "Berliet". Entrambi i tipi di torretta erano "omnibus"; potrebbero portare un cannone da 37 mm o una mitragliatrice. In seguito al rifiuto del governo francese di fornirne altri, fu avviata la progettazione del Fiat 3000, un suo derivato che si dimostrò il miglior carro degli anni venti. Uno dei carri con torretta "Girod" fu modificato in Semovente da 105/14.
 Lituania: dieci carri Renault FT furono acquistati in Francia nel 1923. Tutti i carri ricevettero dei nomi: "Audra", Drasutis", "Galiunas", "Giltine", "Grianstinus", "Karzygis", "Kerstas", "Kovas", "Pagieza", "Pykoulis", "Slibinas" e "Smugis". Erano ancora in servizio alla data dell'invasione sovietica, nel 1940.
 Paesi Bassi: nel 1927 il governo olandese ordinò l'acquisto di un carro Renault FT alla Greve & Co. Questo veicolo venne usato solamente per dimostrazioni e per la pratica dei soldati. La mitragliatrice originale Hotchkiss Mle.1914 calibro 8 mm non fu acquistata e, con molti sforzi, venne adattata all'impiego una mitragliatrice Schwarzlose M.08 dello stesso calibro. Ci furono molti problemi riguardo al trasporto del mezzo. Il 12 maggio dello stesso anno avvenne una piccola dimostrazione dell'uso del mezzo a Le Hague: Purtroppo il carro FT rimase totalmente impantanato nel suolo molle. I Paesi Bassi non emisero alcun ordine per l'acquisto di questo carro.
 Polonia: il 10 novembre 1918 il generale Pilsudki formò il primo governo della Polonia libera. Il 22 marzo 1919, a Martigny-les-Bains, in Francia, veniva formato il 1º Reggimento Carri polacco, ma in realtà, come da accordi intercorsi tra i governi francese e polacco, il reparto era formato dal 505º Reggimento Carri francese. L'unità era posta al comando del tenente colonnello Jules Mare, francese, e solo la metà degli organici era polacca. Il Reggimento disponeva di un totale di 120 carri Renault FT, suddivisi tra due battaglioni: il I disponeva di due compagnie, mentre il II di tre compagnie. Ogni compagnia aveva a disposizione un carro comando e tre sezioni di cinque carri, tre dei quali armati con cannone Puteaux SA 18 calibro 37 mm e gli altri due con mitragliatrice Hotchkiss calibro 7,92 mm. Ogni battaglione comprendeva anche una compagnia supporto con nove carri di riserva e veicoli ausiliari. Il 1º giugno 1919 il reparto corazzato partì per raggiungere Lodz, in Polonia, mentre il nuovo stato si dibatteva in grossi problemi politici ed economici. Le controversie di confine riguardavano tedeschi e cecoslovacchi, mentre i sovietici occupavano i territori della Polonia orientale. Proprio per espellere i sovietici dai confini nazionali, una missione militare anglo-francese, guidata dal generale Maxime Weygand, suggerì al governo polacco di intraprendere un'azione militare. Sul finire del 1919 le truppe polacche lanciarono un'offensiva che, nell'aprile 1920, respinse i sovietici fino a Kiev, ove i polacchi furono fermati dall'intervento dei cosacchi. Nel luglio di quell'anno una controffensiva sovietica costrinse le truppe polacche ad arretrare fin quasi a Varsavia. Il 13 agosto il 1º reggimento carri aveva ancora a disposizione trentadue Renault FT bellicamente efficienti, posti a difesa della capitale, mentre un'offensiva lanciata dal generale Sikosrky riusciva a fermare l'avanzata sovietica. Il 20 agosto un raggruppamento di treni blindati polacchi prese alle spalle lo schieramento delle truppe sovietiche costringendole alla ritirata. La guerra terminò ufficialmente il 18 marzo 1921, con la firma del trattato di Riga, tramite il quale la Polonia consolidava i propri confini orientali. Durante il corso del conflitto erano andati perduti otto carri FT, mentre altri dodici rimasti danneggiati poterono essere rimessi in efficienza grazie all'aiuto francese. Nel 1924 vennero ordinati sei carri radio Renault TSF. Nel 1925 il capitano Kardaszewicz propose l'adozione di miglioramenti, con modifiche che prevedevano la sostituzione dei cingoli. Tali modifiche consentirono che la velocità massima del carro calibro 7,5 raggiungesse i 12 km/h. Tra il 1925 ed il 1927 furono modificati in questa maniera 65 FT. Per soddisfare le esigenze della scuola per mezzi corazzati di Varsavia, nel 1926 il Ministero della Guerra autorizzò la costruzione su licenza di un lotto di ventisette Renault FT. La costruzione dei mezzi fu eseguita dalla C.W.S. (Centralne Warsztaty Samochodowy), ma questi carri avevano scafo in ferro dolce anziché in acciaio. Il totale i reparti polacchi utilizzarono 174 Renault FT, una parte dei quali fu successivamente venduta a Cina, Spagna, Uruguay e Iugoslavia.
 Romania: nel 1917 la Francia fornì cinque esemplari del carro Renault FT da utilizzare come veicoli addestrativi. Questi mezzi non furono mai impiegati in combattimento, in quanto nel maggio 1918 la Romania fu costretta ad arrendersi sotto l'incalzare delle offensive tedesche. Verso la fine del 1918 i carri vennero dislocati in Moldavia. Nel 1919, in considerazione che la Romania poteva ostacolare l'espansionismo sovietico, la Francia consegnò 72 nuovi carri Renault FT di prodotti a Lyon nello stabilimento Berliet. Di essi 45 erano armati con cannone Puteaux SA 18 calibro 37 mm, e gli altri con due mitragliatrici Hotchkiss calibro 8 mm. Questa fornitura consentì all'esercito rumeno di costituire il 1º Reggimento Corazzato. Il reparto era formato su due battaglioni di due compagnie, ognuna con un carro comando e tre sezioni di cinque carri, tre armati con cannone e due con mitragliatrici. Alla fine del 1938 rimanevano in servizio 60 carri FT che furono raggruppati in un battaglione autonomo incaricato della sicurezza degli impianti petroliferi. Nel 1940 fu istituita la Scuola Truppe Corazzate che ricevette in dotazione tutti gli FT superstiti. Gli ultimi esemplari vennero radiati dal servizio nel 1945.
 Svezia: nell'autunno del 1923 un carro Renault FT fu comprato dalla Francia. Già alla consegna il veicolo non funzionava molto bene. Il carro venne soprannominato "Putte", usato per esaminare degli apparati di comunicazione, infatti sono note fotografie del tank dotato di grandi antenne. Venne tolto dal servizio nell'agosto del 1926, e finì come obiettivo per le esercitazioni dell'artiglieria effettuate il mese seguente. Il cannone calibro 37 mm da 21 calibri (L/21) incluso nella consegna venne usato per prove sul carro Stridsvagn m/21.
 Jugoslavia: i primo otto carri Renault FT furono ricevuti dal neocostituito esercito del Regno di Iugoslavia nel 1920, consegnati dalle truppe francesi stanziate in Bulgaria. Gli altri 48 FT vennero acquistati nei primi anni trenta in Polonia.

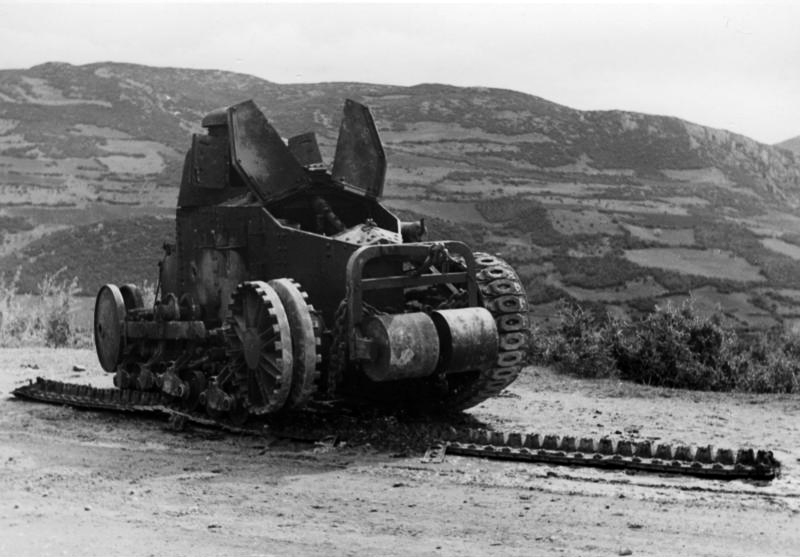
Un M26/27 jugoslavo distrutto nel 1941 dalle forze dell'Asse.

Nei primi anni trenta la Polonia vendette un certo numero di carri armati a Spagna, Uruguay, Iugoslavia, e Cina. Non è noto se questi FT forniti alla Iugoslavia fossero vecchi carri francesi radiati dal servizio o altri costruiti su licenza in Polonia. Secondo alcune fonti alcuni dei carri esportati erano del modello CWS-FT-17, costruiti su licenza in Polonia dalla Centralne Warsztaty Samochodowe tra 1925 a il 1927. La CWS produsse su licenza 26 o 27 carri armati usando parti di ricambio francesi, e parti in ferro costruite in Polonia. Il modello di produzione polacco usava per la costruzione ferro dolce anziché l'acciaio usato per i carri di produzione francese.

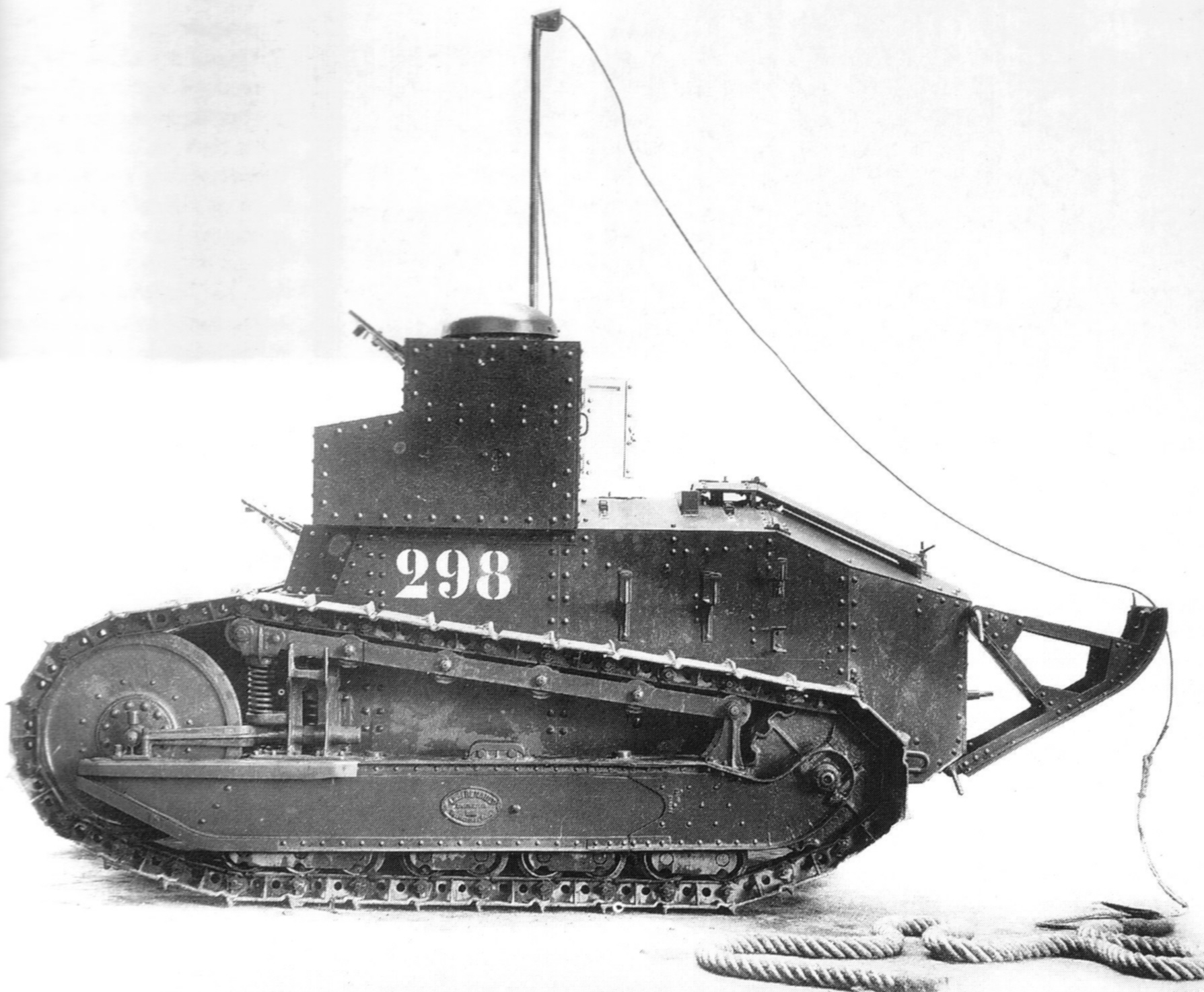
FT TSF
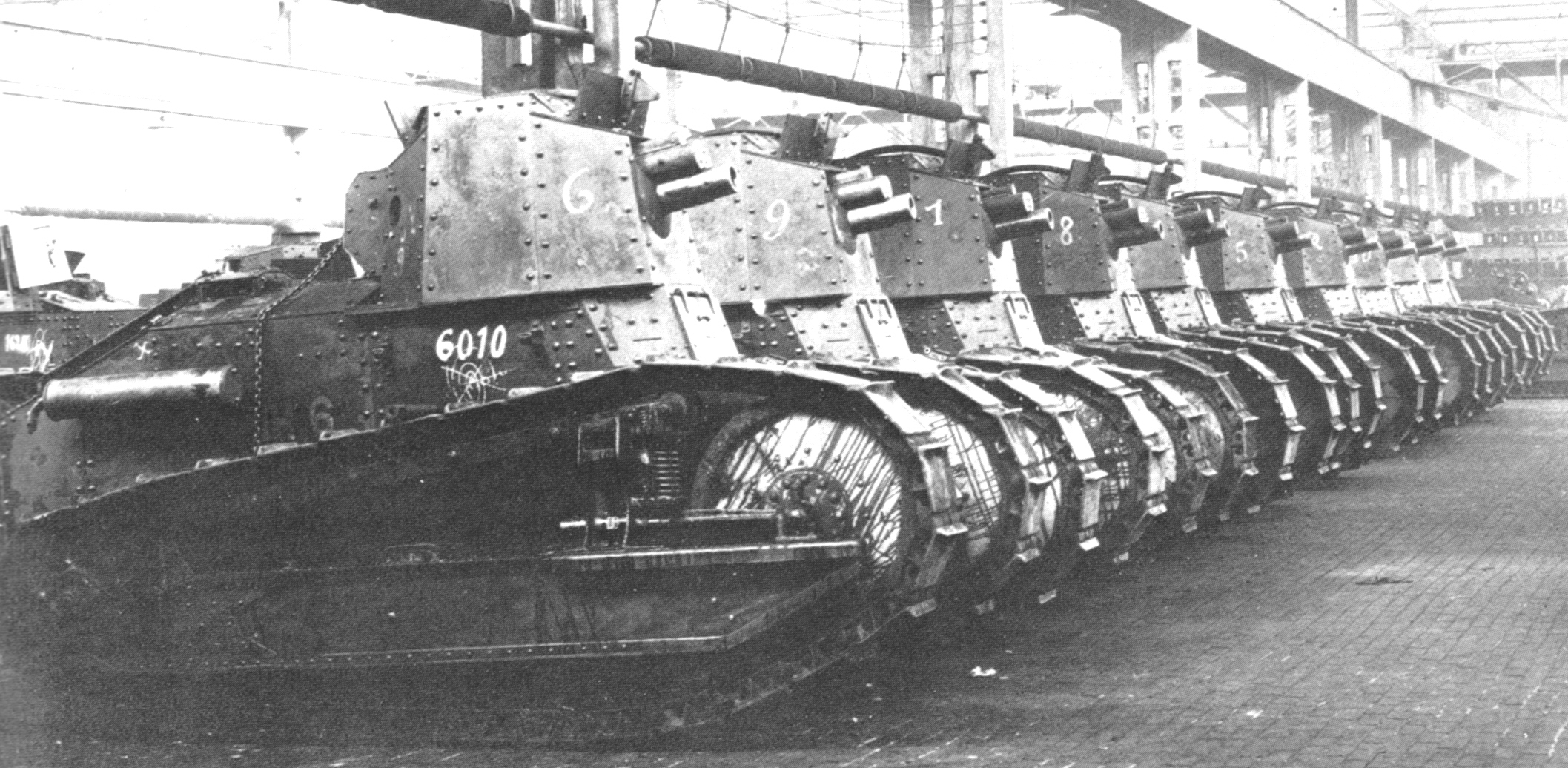
FT BS
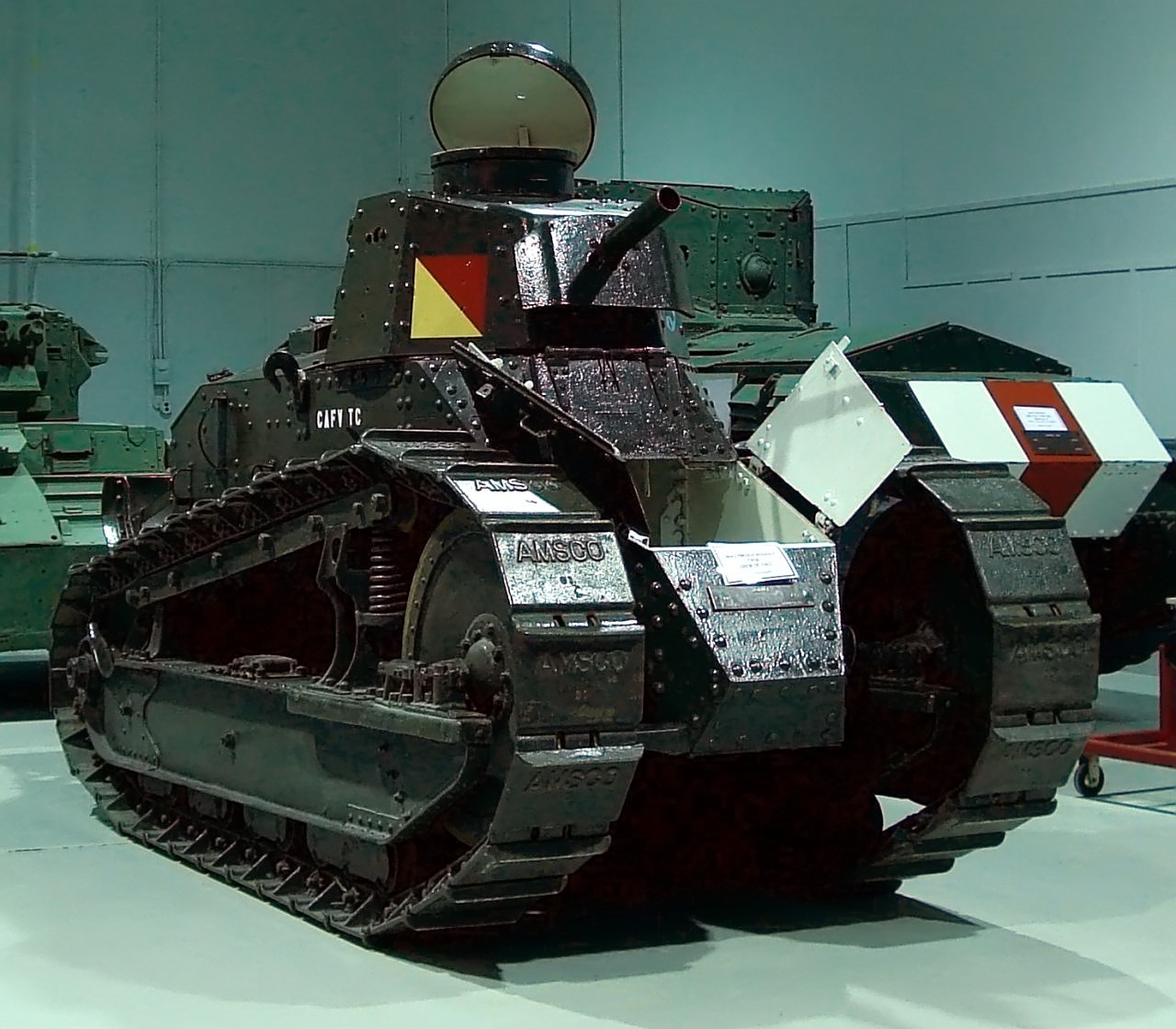
Six Ton Tank M1917
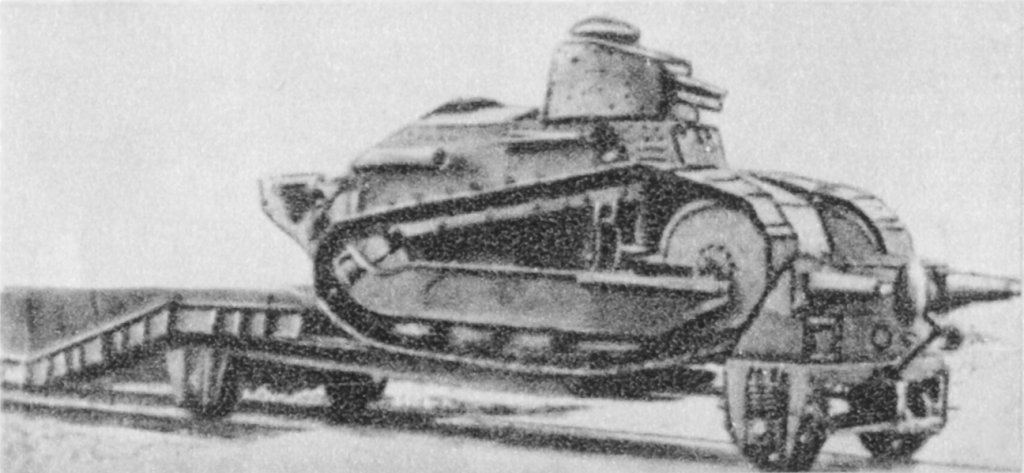
Draisina blindata R
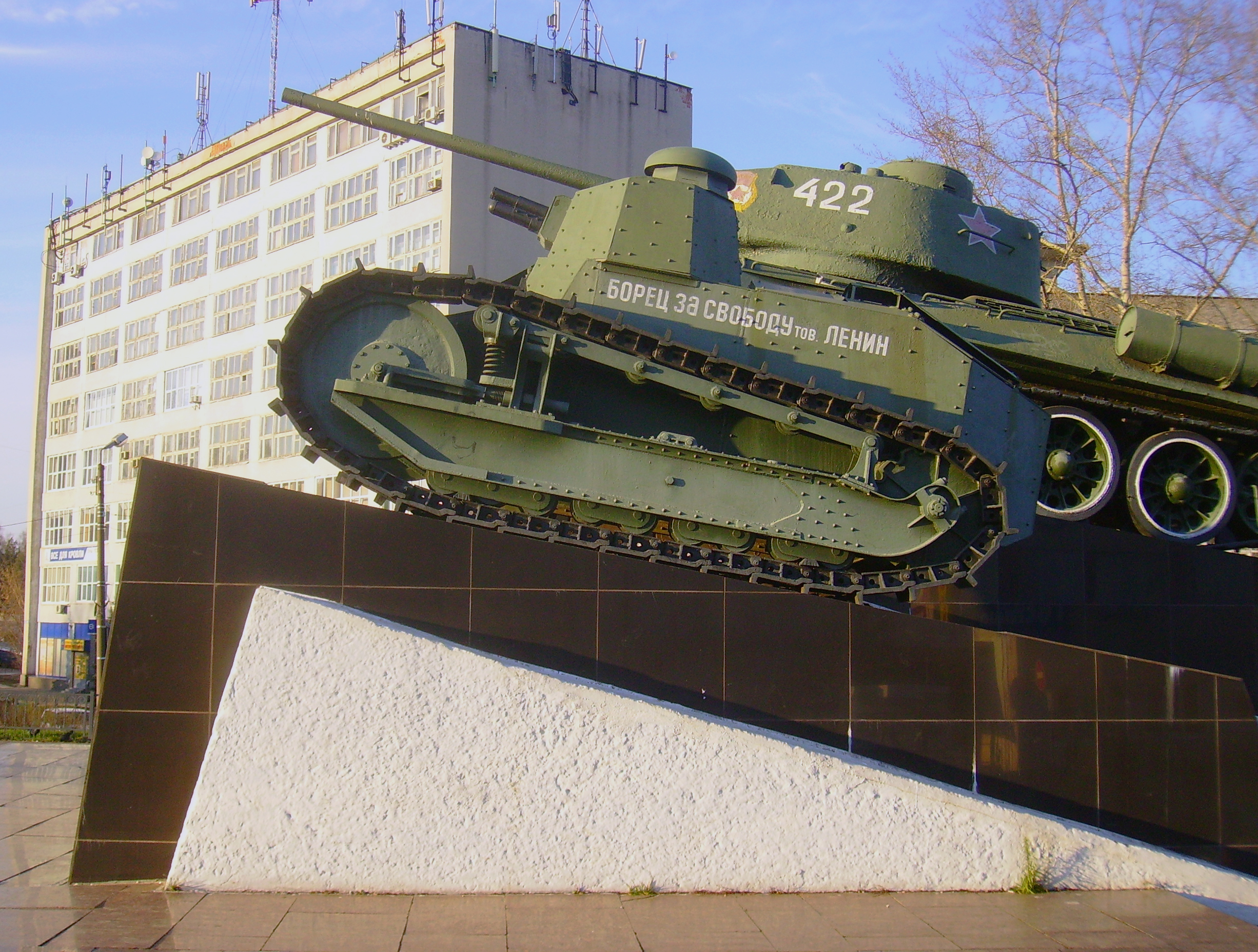
T-18 russo monumentalizzato a Nižnij Novgorod

## Esemplari superstiti
Esistono all'incirca 40 FT sopravvissuti, di cui 2 sono T-18 (Russkiy Reno), 3 sono FT TFS, conservati nei musei di tutto il mondo. (anche 20 M1917)

### Europa
- Tre FT - Musée des Blindés, Saumur, Francia. Due FT funzionano, mentre uno no. Quello inutilizzabile proviene dall'Afghanistan, ed è in mostra statica. Altri due carri armati provenienti dall'Afghanistan furono donati al Museo Patton di Cavalleria e Armatura a Fort Knox, nel Kentucky (Stati Uniti). Un altro è stato dato alla Polonia, dove è stato rinnovato e messo in funzione. Il Musée des Blindés possiede anche un FT TSF.
- FT - Musée de l'Armée, Parigi, Francia.
- FT - Glade of the Armistice, vicino Compiègne, Francia.
- FT - The Tank Museum di Bovington, Gran Bretagna. Questo carro è un modello da formazione non armato.
- FT e FT TSF - The Weald Foundation, Gran Bretagna.
- FT - Royal Military Museum, Belgio.
- FT, - National Military Museum (Romania), Bucarest, Romania. Questo carro è in mostra in un memoriale all'aperto.
- FT (vedi foto principale, in alto), all'esterno - Museo Militare di Belgrado, Belgrado, Serbia.
- FT - Parola Tank Museum, Parola, Finlandia.
- FT - Musée de l'armée Suisse, Burgdorf, Svizzera. Questo carro è il primo carro armato usato dall'Esercito Svizzero.
- FT - Museo de Medios Acorazados, El Goloso, Spagna. Un modello del 1917 in riparazione.
- FT - Rogaland Krigshistoriske Museum, Stavanger, Norvegia.
- FT - Polish Army Museum, Warsaw, Polonia. Acquistato dall'Afghanistan nel 2012, ristrutturato e rimesso in funzione.
- FT - Oorlogsmuseum Overloon, Overloon, Paesi Bassi. Questo veicolo è stato catturato in Francia e successivamente utilizzato dall'esercito tedesco per pattugliare e proteggere la base aerea di Volkel durante la seconda guerra mondiale.
- Due FT - Due repliche funzionanti a grandezza naturale del Renault FT sono state costruite da zero da un appassionato del film del 2011 La battaglia di Varsavia 1920, di Jerzy Hoffman.

### Nord America
- FT - U.S. Army Armor and Cavalry Collection, Fort Benning. Nel 2003, due FT, uno avrebbe dovuto avere montato un cannone da 37 mm e l'altro un mg da 8 mm, sono stati scoperti a Kabul dal maggiore Robert Redding, con il permesso del governo afghano. I due carri armati furono trasferiti negli Stati Uniti, dove uno di loro, un carro armato con mitragliatrice, fu restaurato e originariamente messo in mostra nel Museo di Patton di Cavalleria e Armatura, fino al trasferimento della collezione Armour Branch a Fort Benning. Questo FT è attualmente in mostra nella Galleria dei corazzati del NIM. La collezione di corazzati sta attualmente ripristinando l'altro carro armato FT da 37 mm. Un precedente FT a Fort Knox è stato trasferito all'US Army Heritage & Education Center a Carlisle Barracks, Pennsylvania.
- FT - Louisiana State Military Museum, presso Jackson Barracks a New Orleans. Un FT è stato inondato dalle acque alluvionali dell'uragano Katrina nel 2005. È stato restaurato dal Museum of the American G.I. ed è stato restituito alla legittima mostra.
- FT - National World War I Museum and Memorial, Kansas City (Missouri). Un FT, danneggiato dall'artiglieria tedesca.
- FT - US Army Heritage and Education Center a Carlisle Barracks, in Pennsylvania.
- Ibrido FT/M1917 - Fort George G. Meade Museum, nel Maryland. Modello in grandezza naturale.
- FT - Museum of the American G.I., College Station, in Texas. Un FT completamente originale, perfettamente funzionante e pienamente operativo con cannone principale da 37 mm funzionante. Il carro armato è andato in servizio durante la guerra e mostra lievi danni in battaglia su alcuni segmenti di pista.

### Sud America
- FT - Museu Militar Conde de Linhares, Rio de Janeiro, Brasile.
- FT - Museu Eduardo André Matarazzo, Bebedouro, Brasile.

### Australia
- FT - Australian War Memorial, Canberra. Un FT presso l'annesso di conservazione e stoccaggio Treloar a Mitchell.